# Casa Teotônio Vilela
A Casa Teotônio Vilela está localizado na cidade de Viçosa, no estado de Alagoas. Está tombado por causa de sua importância histórica, pois foi nessa residência que morou Teotônio Vilela, empresário e político brasileiro.

## Tombamento
A edificação está tombada pela Secretaria de Estado da Cultura - SECULT-AL por meio do Decreto Nº 31.701, de 28/11/1986. Inserido no Livro de Tombo nº 2 - Edifícios e Monumentos Isolados.

## Histórico
Teotônio Brandão Vilela nasceu no dia 28 de maio de 1917, na cidade de Viçosa (Alagoas), filho de Elias Brandão Vilela e Isabel Brandão Vilela. Passou a infância e fez o curso primário em Viçosa e se mudou para Maceió para estudar no Ginásio de Maceió e posteriormente no Colégio Nóbrega, em Recife.
Não chegou a concluir nenhum curso superior, e no ano de 1937 volta para Alagoas, onde passou a trabalhar com seu pai, tornando-se agropecuarista e em seguida usineiro, fundando uma usina de açúcar em sociedade com o agrônomo Geraldo Gomes de Barros em 12 de abril de 1973 no município de Teotônio Vilela (antigo povoado de Feira Nova).
Casou-se com Helena Quintela Brandão Vilela, com quem teve sete filhos, um dos quais, Teotônio Vilela Filho, eleito senador e governador de Alagoas. Veio a falecer em Maceió, no dia 27 de novembro de 1983.